# Shaped by Fate
Shaped by Fate ist eine britische Metalcore-Band aus Cardiff, die im Jahr 2001 gegründet wurde.

## Geschichte
Die Band wurde gegen Ende des Jahres 2001 gegründet. In den Folgejahren hielt die Band diverse Live-Auftritte, die mit einigen Besetzungswechseln einhergingen. Die Band spielte zusammen mit Bands wie Every Time I Die, The Red Chord, Bleeding Through, Walls of Jericho, Terror, Funeral for a Friend, SikTh, The Black Dahlia Murder und Throwdown. Außerdem hielt die Band diverse Touren durch Großbritannien und den Rest von Europa zusammen mit Parkway Drive, The Chariot und Raging Speedhorn.
Im Jahr 2002 wurde ein Demo veröffentlicht, dem in den Jahren 2004 die Split-Veröffentlichung The Fire Which in the Heart Resides und im Jahr 2005 die EP Brightest Lights Cast the Darkest Shadows folgten. Ihr Debütalbum namens The Unbeliever veröffentlichte die Band im Jahr 2007. Im Jahr 2008 erschien die DVD Riffage and Wreckage in Eigenveröffentlichung. Anfang 2011 unterschrieb die Band einen Vertrag bei Siege of Amida Records, um das anstehende zweite Album I Fear the World Has Changed zu veröffentlichen.

## Stil
Die Band wird vom Kerrang-Magazin als „the future of British Metalcore“ beschrieben. Der Gesang ist wie genretypisch guttural, wobei auch Anleihen aus dem Death Metal vereinzelt hörbar sind.

## Diskografie
- 2002: Shaped by Fate (Demo, Eigenveröffentlichung)
- 2004: The Fire Which in the Heart Resides (Split mit Johnny Mental, Mighty Atom Records)
- 2005: Brightest Lights Cast the Darkest Shadows (EP, Beniihana Records)
- 2007: The Unbeliever (Album, In at the Deep End Records)
- 2008: Riffage and Wreckage (DVD, Eigenveröffentlichung)
- 2012: I Fear the World Has Changed (Album, Siege of Amida Records)